# Deutsche Poolbillard-Meisterschaft 1985 (Senioren)
Die Deutsche Poolbillard-Meisterschaft 1985 war die erste Austragung zur Ermittlung der nationalen Meistertitel der Senioren in der Billardvariante Poolbillard. Sie wurde in Aschaffenburg ausgetragen.
Es wurden die Deutschen Meister in den Disziplinen 14/1 endlos, 8-Ball und 8-Ball-Pokal ermittelt.

## Medaillengewinner
| Disziplin    | Gold                                     | Silber                                  | Bronze                    | 4. Platz                         |
| ------------ | ---------------------------------------- | --------------------------------------- | ------------------------- | -------------------------------- |
| 14/1 endlos  | Roy Laird (BCV Kaiserslautern)           | Fred Müscher (1. PBC Rot-Gelb Aachen)   | Dieter Peetz (BSV Berlin) | Günter Jetzlaff (Iserlohn)       |
| 8-Ball       | Eckard Schäfer (PBC Joker Kamp-Lintfort) | Bernd Offermann (PBC Primus Eschweiler) | Manfred Mertel (Iserlohn) | Biagio Devivo (PBC München-West) |
| 8-Ball-Pokal | Eckard Schäfer (PBC Joker Kamp-Lintfort) | Bernd Offermann (PBC Primus Eschweiler) | Manfred Mertel (Iserlohn) | Biagio Devivo (PBC München-West) |